# 쇠데르함

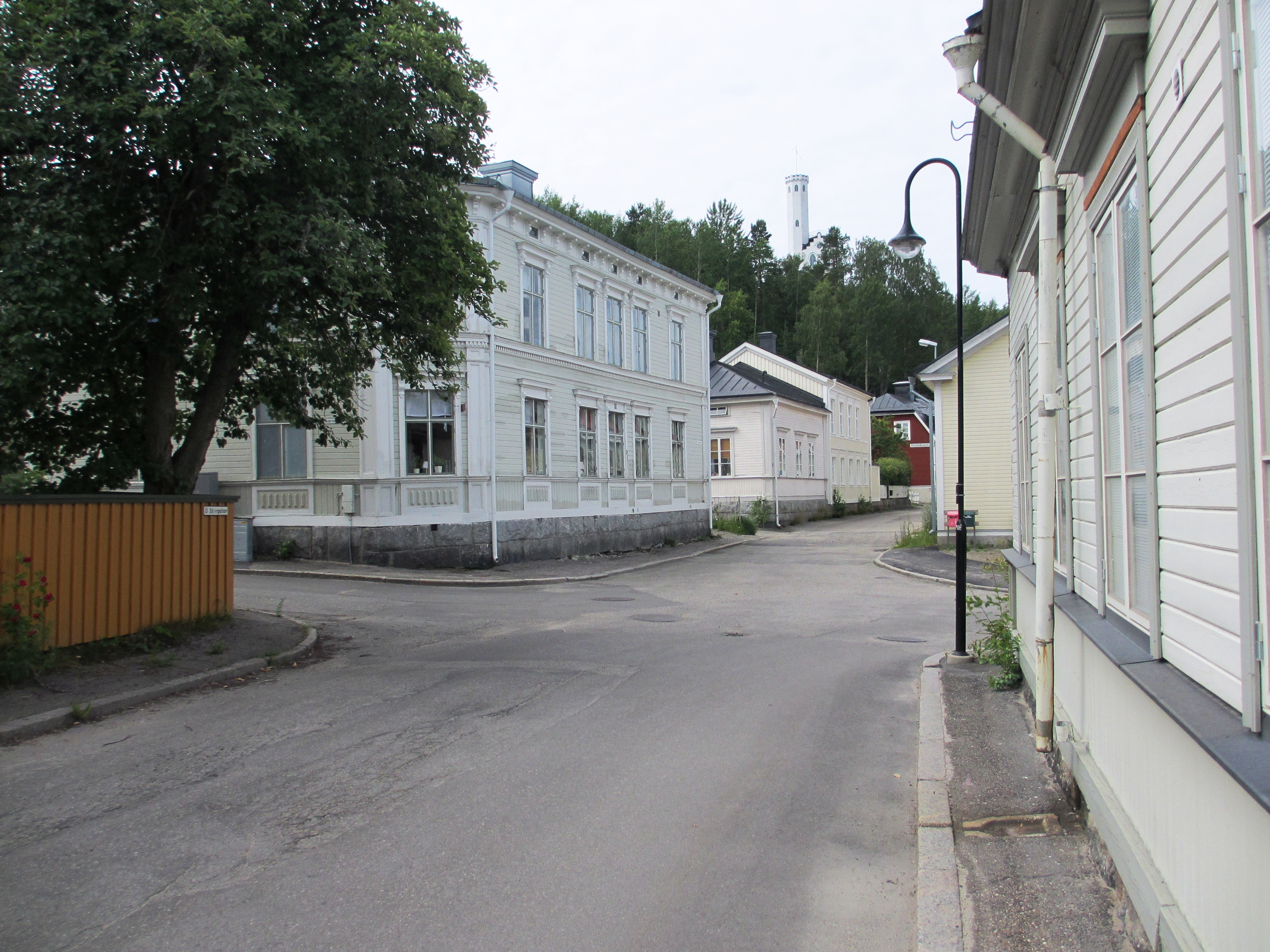

쇠데르함(스웨덴어: Söderhamn)은 스웨덴 예블레보리주에 위치한 도시로, 면적은 10.53km2, 인구는 11,761명(2010년 기준), 인구 밀도는 1,117명/km2이다.